# المندورة
المندورة، قرية تابعة للوحدة المحلية لقرية أبو مندور، التابعة لمركز دسوق التابع لمحافظة كفر الشيخ في جمهورية مصر العربية.

## السكان
حسب إحصاءات عام 2006، بلغ عدد سكان المندورة 15,533 نسمة، منهم 7,735 ذكر و7,798 أنثى.

## توابع القرية
لها 8 توابع من عزب وكفور ونجوع:
- الخرزاتي
- الدخايلة
- بهجت قاسم شتا
- الصردي
- زقزوق
- الشيتاني
- شناع
- المفتشة